# Operación AWOL-72
Operación AWOL-72 (título original: AWOL-72) es una película estadounidense de acción y suspenso de 2015, dirigida por Christian Sesma, que a su vez la escribió junto a Cecil Chambers, musicalizada por Michael Mollo, en la fotografía estuvo Germano Saracco y los protagonistas son Luke Goss, Heather Roop y RZA, entre otros. El filme fue realizado por ArtProd, Lock n’ Load Pictures y Premiere Entertainment Group; se estrenó el 7 de agosto de 2015.

## Sinopsis
Un marine que tiene información confidencial del gobierno es perseguido por agentes de Rusia, la policía de Los Ángeles y un peligroso homicida.